# Liceul Teoretic „Jean Monnet” din București
Liceul Teoretic „Jean Monnet” este un liceu din București, situat în cartierul Primăverii din sectorul 1. În prezent, liceul poartă numele omului politic francez Jean Monnet, unul dintre fondatorii Uniuniii Europene.

## Istoric
Liceul a fost inaugurat în anul 1963. De-a lungul timpului, școala a purtat mai multe denumiri succesive:
- Școala Medie nr. 24 (1963-1965)
- Liceul nr. 24 (1965-1976)
- Liceul de Matematică-Fizică nr. 2 (1976-1982)
- Liceul Industrial nr. 32 (1982-1990)
- Liceul Teoretic „George Călinescu” (1990-1992)
- Liceul Teoretic „Jean Monnet” (1992-prezent)

Liceul intra în atenția publicului la fiecare alegeri pentru că în secțiile de votare organizate în cadrul liceului vota președintele în funcție. Notorietatea liceului a crescut la începutul anilor 2000 din cauza unui atac cu grenadă ce a avut loc pe trotuarul din fața liceului la 6 noiembrie 2002, dar și datorită copiilor de celebritati ce au urmat cursurile liceului.

## Directori
Lista directorilor este următoarea:
- Prof. Dumitru Bărbulescu, 1963-1978
- Prof. Vasilica Mănăilă, 1978-1986
- Prof. Mircea Florescu, 1986-1995
- Prof. Nicolae Cațan, 1995-1998
- Prof. Ștefana Pârvu, 1998-2002
- Prof. Elena Țicoș, 2002-2010
- Prof. Tudorița Codreanu, 2010-2011
- Prof. Mariana Rosner, 2011-2012
- Prof. Tudorița Codreanu, 2012-prezent

## Absolvenți notabili
- Zoia Ceaușescu, fiica dictatorului român Nicolae Ceaușescu
- Rodica Culcer, jurnalist
- Marina Almășan, prezentatoare TV
- Traian T. Coșovei
- Ozana Barabancea

- Lucian Viziru (muzician, actor)